# SINGLES (和久井映見のアルバム)
『SINGLES』（シングルス）は、和久井映見のシングル・ベスト・アルバム。1995年6月25日発売。発売元はポリスター。規格品番はPSCR-5378。

## 解説
CD帯：現在（いま）までの私がここにいる。
通算3作目のベスト・アルバムで、和久井映見自身初のシングル・コレクション・アルバムである。本作品発売日時点までに発売されたシングルA面10曲がすべて収録された。ただし、「アキラが可哀想」（1991年7月1日発売：PSDR-1111）はスタジオ・アルバム『LUNARE』（1991年7月25日：PSCR-1026）に収録されたアルバム・バージョン、「天使にスリルをおしえてあげて」（1990年9月5日発売：PSDR-1006）は本アルバムで新たにレコーディングされたニュー・バージョンである。
歌詞ブックレットにはアルバム、シングルのディスコグラフィ一覧が各1ページにディスクジャケット付で掲載された。なお、再販されたアルバムについては本作品発売日時点で現行の規格品番に変更されている。

## 収録曲
| #   | タイトル                                             | 作詞             | 作曲       | 編曲     | 時間    |
| --- | ---------------------------------------------------- | ---------------- | ---------- | -------- | ------- |
| 1.  | 「抱きしめたいのはあなただけ」(Single Version)       | 戸沢暢美         | 林哲司     | 鳥山雄司 | 4分43秒 |
| 2.  | 「さよならを言わなかった」(Single Version)           | 康珍化、本木紀子 | 林哲司     | 門倉聡   | 4分49秒 |
| 3.  | 「毎日会いたい」(Single Version)                     | 西脇唯           | 高野寛     | 木本靖夫 | 4分40秒 |
| 4.  | 「わかっているわ、ダーリン」(Single Version)         | 康珍化           | 亀井登志夫 | 門倉聡   | 4分30秒 |
| 5.  | 「アキラが可哀想」(Album Version)                    | 康珍化           | 小倉博和   | 門倉聡   | 3分55秒 |
| 6.  | 「天使にスリルをおしえてあげて」(New Version)        | 康珍化           | 羽田一郎   | 木本靖夫 | 3分49秒 |
| 7.  | 「キスしたい」(Single Version)                       | 康珍化           | 後藤次利   | 門倉聡   | 4分26秒 |
| 8.  | 「結婚しないでね」(Single Version)                   | 康珍化           | 石川寛門   | 門倉聡   | 4分49秒 |
| 9.  | 「赤と緑のリボン」(Single Version)                   | 康珍化           | 柴野繁幸   | 門倉聡   | 4分59秒 |
| 10. | 「マイ・ロンリィ・グッバイ・クラブ」(Single Version) | 康珍化           | 亀井登志夫 | 門倉聡   | 3分57秒 |